# Центральная дуговая магистраль
Центральная дуговая магистраль (ЦДМ) — планируемая автотранспортная система в Санкт-Петербурге, соединяющая Приморское и Петергофское шоссе в обход исторического центра. Общая длина всех улиц около 50 км.

## История
Строительство частей магистрали ведётся с 1960-х гг., некоторые участки были построены до ВОВ.

## Структура

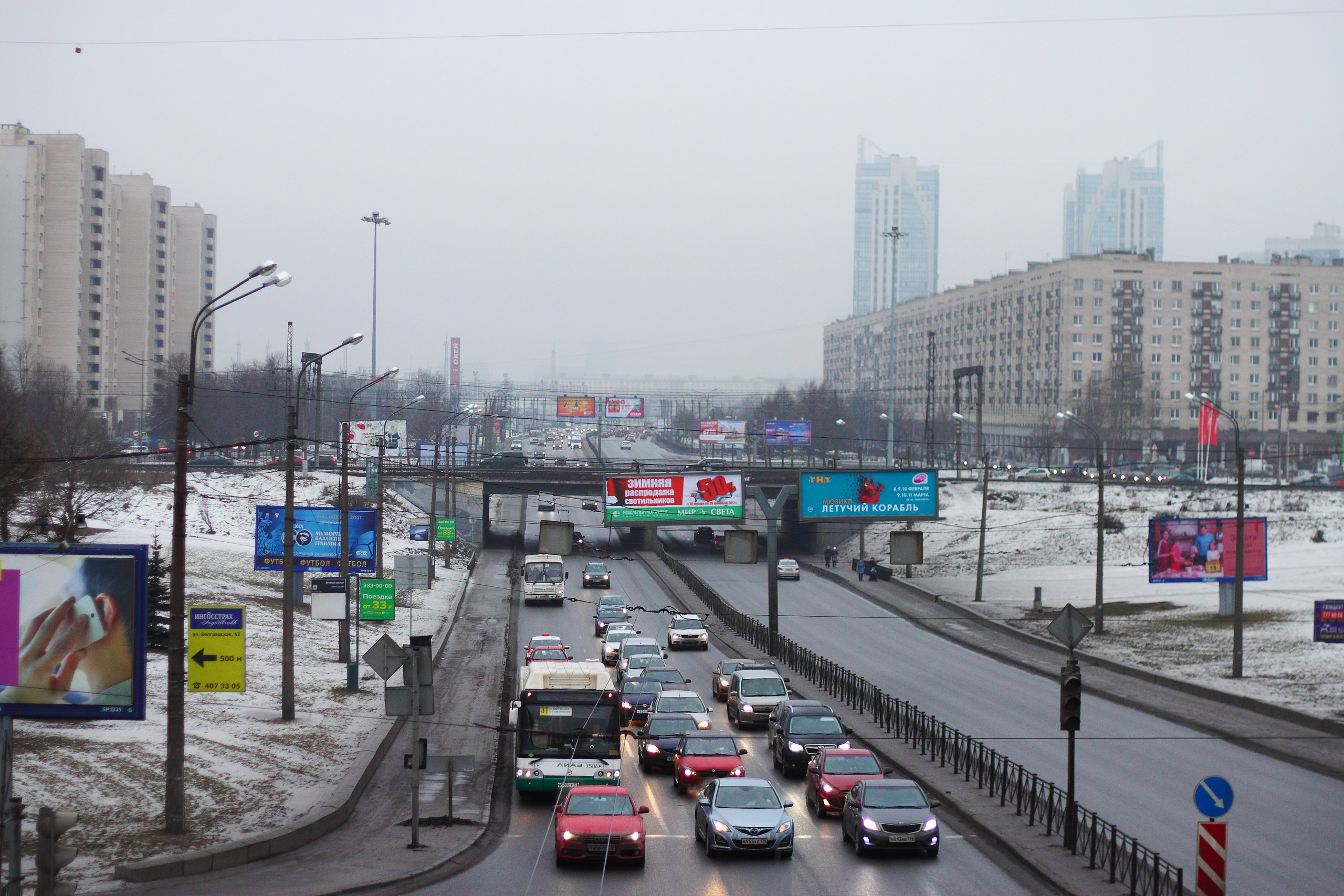
Проспект Славы

Проходит через Красносельский, Кировский, Московский, Фрунзенский, Невский, Красногвардейский, Калининский, Выборгский и Приморский районы Санкт-Петербурга. ЦДМ включает в себя следующие магистральные улицы:
- Ленинский проспект
- Улица Типанова
- Проспект Славы
  - Невский путепровод над путями станции Санкт-Петербург-Сортировочный-Московский
- Ивановская улица
  - Володарский мост через Неву
- Народная улица
- Проспект Большевиков
- Российский проспект
- Индустриальный проспект
- Шафировский проспект
- Проспект Непокорённых
- 2-й Муринский проспект
- Проспект Испытателей
- Богатырский проспект

ЦДМ начинается в историческом районе Юго-Запад, далее следует через Дачное, Среднюю Рогатку, Купчино, Щемиловку и Сосновку, Весёлый Посёлок, Ржевку-Пороховые, Пискарёвку, Кушелевку, Комендантский аэродром.
На своём протяжении ЦДМ пересекает следующие железнодорожные направления:
- Балтийское с платформой Ленинский проспект
- Витебское с платформой Проспект Славы (через путепровод над улицей Типанова)
- Московско-Вологодско-Мурманское с платформой Сортировочная (через Невский путепровод)
- Ладожское
- Приозерское с платформой Пискарёвка
- Выборгское

## Перспективы
В соответствии с Генеральным планом развития Санкт-Петербурга до 2025 года на ЦДМ планируется организовать непрерывное движение: расширить дорожное полотно, соорудить развязки, организовать подземные пешеходные переходы и реконструировать мосты и путепроводы (недоступная ссылка).